# Las Piedras, Tabasco
Las Piedras är en ort i Mexiko.   Den ligger i kommunen Huimanguillo och delstaten Tabasco, i den sydöstra delen av landet, 600 km öster om huvudstaden Mexico City. Las Piedras ligger 9 meter över havet och antalet invånare är 434.
Terrängen runt Las Piedras är mycket platt. Runt Las Piedras är det ganska tätbefolkat, med 67 invånare per kvadratkilometer. Närmaste större samhälle är Villa la Venta, 18,4 km väster om Las Piedras. Trakten runt Las Piedras består till största delen av jordbruksmark.